# Bráulio Morais
Bráulio Edgar Alcântara Morais (Luanda, 17 dicembre 1990) è un ex cestista angolano.
È il fratello di Carlos Morais.

## Carriera
Con l'Angola ha disputato i Campionati africani del 2015.